# دهه ۶۳۰ (پیش از میلاد)
دهه ۶۳۰ (پیش از میلاد) ۶۳مین دهه قبل از مبدا شروع تقویم میلادی است.